# Maksudkend
Maksudkend är en ort i Azerbajdzjan.   Den ligger i distriktet Xaçmaz Rayonu, i den nordöstra delen av landet, 180 km nordväst om huvudstaden Baku. Maksudkend ligger 91 meter över havet och antalet invånare är 628.
Terrängen runt Maksudkend är lite kuperad. Närmaste större samhälle är Xudat, 6,4 km sydost om Maksudkend.
Trakten runt Maksudkend består till största delen av jordbruksmark. Runt Maksudkend är det ganska tätbefolkat, med 129 invånare per kvadratkilometer.